# Chợ An Đông
Chợ An Đông (tên chính thức là Trung tâm Thương mại - Dịch vụ An Đông) là một ngôi chợ tại Quận 5, Thành phố Hồ Chí Minh, Việt Nam. Chợ nổi tiếng là nơi bán sỉ mặt hàng thời trang lớn nhất Thành phố Hồ Chí Minh.
Chợ An Đông vốn là một chợ truyền thống, được hình thành vào khoảng năm 1950 và chính thức được thành lập vào năm 1954. Tháng 4 năm 1989, do tình trạng chợ xuống cấp nghiêm trọng, ảnh hưởng đến tình hình kinh doanh của các tiểu thương nên đã được đầu tư xây dựng mới. Đến năm 1991, chợ được nâng cấp hoạt động thành Trung tâm Thương mại - Dịch vụ An Đông, với quy mô sáu tầng. Chợ có tổng diện tích mặt bằng hơn 25.000 m², tổng số sạp thiết kế là 2.718 sạp. Doanh số luân chuyển hàng hóa hàng năm lên tới 3000 tỷ đồng.
Hiện nay, chợ tọa lạc tại trung tâm Quận 5, trên khuôn viên được giới hạn bởi bốn tuyến đường: An Dương Vương, Hùng Vương, Nguyễn Duy Dương và Yết Kiêu.